# Kurt Huber
Kurt Huber (Chur (Zwitserland), 24 oktober 1893 – München, 13 juli 1943) was een Duits professor en verzetsstrijder.
Huber maakte in de Tweede Wereldoorlog deel uit van de "Weisse Rose", een verzetsgroep die in München opgericht was door Hans Scholl en Alexander Schmorell.
Als hoogleraar aan de universiteit van München waar Scholl, Schmorell en hun verzetsvrienden studeerden, hielp hij onder andere mee pamfletten te schrijven met kritiek op het Derde Rijk en Adolf Hitler.
Toen op 18 februari 1943 Hans Scholl, diens jongere zus Sophie Scholl en Christoph Probst gearresteerd werden, viel de Weisse Rose uiteen. Het drietal werd op 22 februari geëxecuteerd. Uiteindelijk werd ook Kurt Huber zelf, samen met Alexander Schmorell en Willi Graf, in april van datzelfde jaar opgepakt en op 19 april ter dood veroordeeld.
- Bibliothèque nationale de France: cb15094261f (data)
- Gemeinsame Normdatei: 118810081
- International Standard Name Identifier: 0000 0001 1026 231X
- Library of Congress Control Number: n86073719
- Nationale Bibliotheek van Israël: 987007280975105171
- Nationale Bibliotheek van Polen: a0000002045566
- Nederlandse Thesaurus van Auteursnamen: 073366056
- Istituto Centrale per il Catalogo Unico: UTOV573174
- LIBRIS: 208943
- Système universitaire de documentation: 115121455
- Virtual International Authority File: 47057469
- WorldCat: E39PBJg8JQpGxHprtWm8JmBVmd